# Marraine de guerre
L'expression marraine de guerre désigne les femmes ou les jeunes filles qui entretiennent des correspondances avec des soldats au front durant la Première Guerre mondiale afin de les soutenir moralement, psychologiquement voire affectivement. Il s'agissait souvent de soldats livrés à eux-mêmes, ayant par exemple perdu leur famille. La marraine de guerre faisait parvenir des lettres à son soldat mais pouvait également envoyer des colis, des cadeaux, des photographies.
Cette institution populaire a laissé un souvenir marquant qui explique sa réapparition en 1939 lors de la Seconde Guerre mondiale.

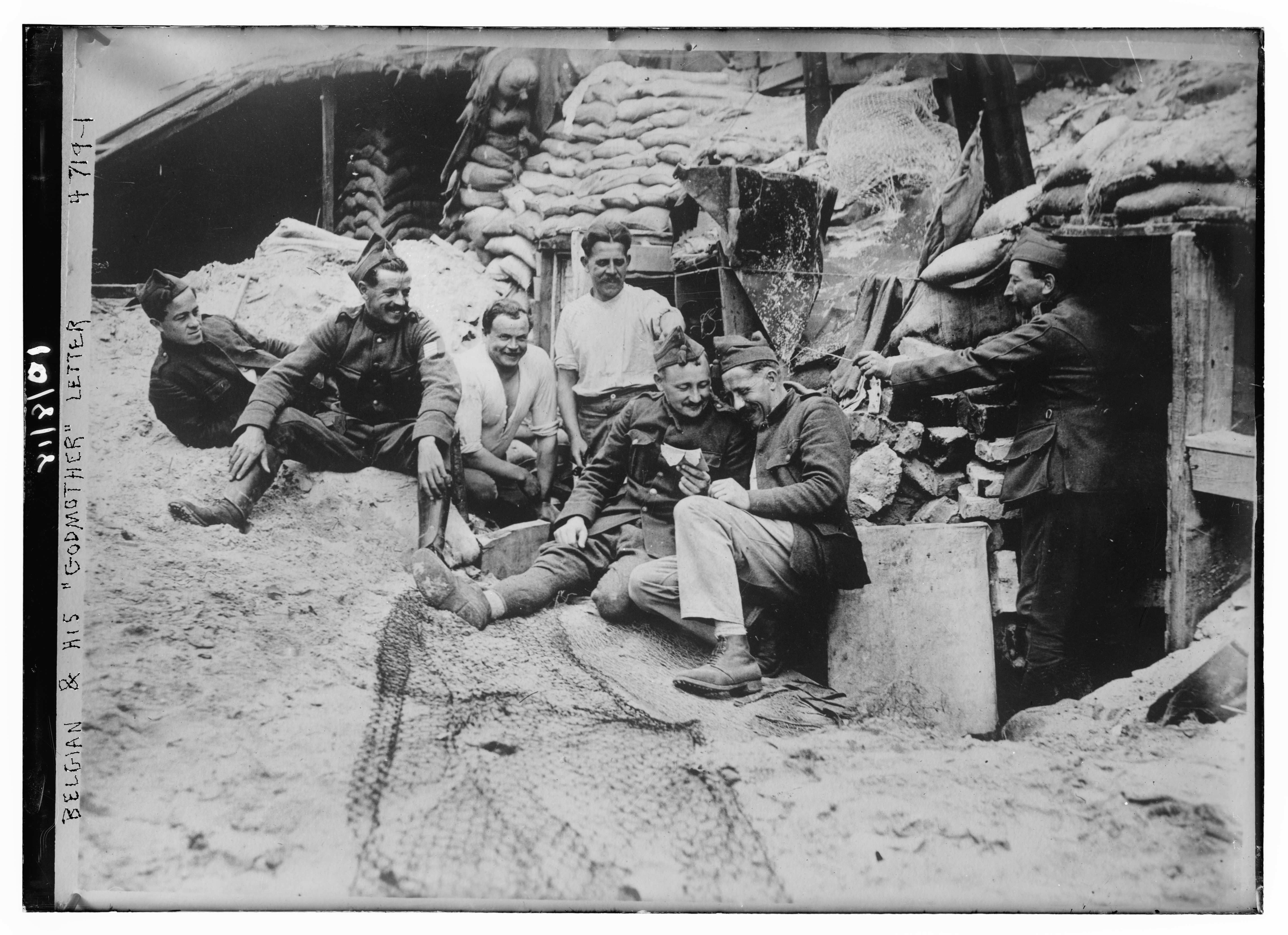
un soldat belge lisant une lettre de sa marraine de guerre en 1915.

## Historique
Les marraines de guerre voient le jour le 11 janvier 1915 à Angers avec la création de « La famille du soldat », association catholique conservatrice qui bénéficie notamment du soutien de la publicité gratuite de L'Écho de Paris. Le siège de cette œuvre, fondée sous la présidence de Jules Cambon et du baron Beyens, est transféré à Versailles en juillet 1915 par sa directrice Mlle Marguerite De Lens.
Par la suite, d'autres associations sont créées : « Mon soldat », fondée par Mme Bérard et soutenue par Alexandre Millerand, ministre de la guerre.
En mai 1915, le journal Fantasio lance une opération baptisée « le flirt sur le front » et propose de servir d’intermédiaire entre les jeunes hommes de l'avant et les jeunes femmes de l'arrière. Six mois plus tard, submergé de demandes militaires, le journal met un terme à son initiative.
Le 4 décembre 1915, la revue La Vie parisienne, vitrine de l'agence Iris, officine de relations sentimentales, intermédiaire obligé, ouvre à son tour ses colonnes aux petites annonces des mobilisés. Le succès est tel que six mois plus tard, La Revue hebdomadaire fait paraître deux pleines pages d’annonces de filleuls en quête d’adoption,. De 200 000 à 300 000 annonces seraient parues pendant la guerre.
Des poilus prennent l'initiative de publier des annonces dans d'autres journaux, tels que L'Homme libre, La Croix, Le Journal ou recherchent une marraine dans la famille ou les connaissances d'un compagnon de guerre.

## Les motivations
Les motivations, l'âge des marraines, de la fillette de 12 ans à la grand-mère, la nature des relations furent très diverses. Des mères de familles, des jeunes filles, des célibataires, des ouvrières, des bourgeoises furent marraines. Les relations se sont souvent limitées à des correspondances épistolaires apportant un réconfort moral. La motivation simplement matérielle de certains poilus était de bénéficier de colis. Des marraines espéraient trouver un mari et certaines devinrent effectivement les épouses de leur filleul.

## Réactions
Le but qui était initialement d'offrir un réconfort et un encouragement aux poilus a laissé place à des relations sentimentales entre jeunes hommes et jeunes femmes. À partir de 1916 le recrutement baisse et les demandes ne sont pas satisfaites car les marraines craignent d'être assimilées à des femmes légères. Les chefs militaires sont assez méfiants mais contrairement à l'armée britannique où cette pratique fut interdite, cette institution fut autorisée dans l'armée française et dans l'armée belge stationnée en France, les autorités ayant conscience de l'importance du moral des combattants.

## LesLettres à sa marrainede Guillaume Apollinaire
Guillaume Apollinaire a entretenu une correspondance avec sa marraine de guerre, Jeanne Burgues-Brun, entre le 16 juillet 1915 et le 7 novembre 1918. Ces lettres ont été publiées en 1948 par les éditions Pour les fils de roi puis, à partir de 1951, par les éditions Gallimard.